# Барајитару (Прахова)
Барајитару (рум. Bărăitaru) насеље је у Румунији у округу Прахова у општини Драганешти. Oпштина се налази на надморској висини од 81 m.

## Становништво
Према подацима из 2002. године у насељу је живело 943 становника, од којих су сви румунске националности.